# Šparogolike
Šparogolike (lat. Asparagales), biljni red iz razreda Liliopsida kojemu (po jednom sistemu) pripada preko 36 600 vrsta u 14 niže navedenih porodica.

## Opis
Asparagales, red cvjetnica šparoga ili orhideja, koji sadrži 14 porodica, 1122 roda i više od 36 200 vrsta.
Asparagales sadrži mnoge vrtne biljke i nekoliko vrsta lukovica i rezanog cvijeća koji su komercijalno važni. Najznačajnije biljke u umjerenim vrtovima uključuju proljetni šafran i zumbul (Hyacinthus) i tisuće različitih kultivara ljetnog cvatućeg ljiljana (Hemerocallis), koji ima jestive pupoljke koji se koriste u mnogim istočnoazijskim receptima. Važni su i Amarilis, Hippeastrum i Narcis. Aloja, tropski afrički rod s izduženim sukulentnim (mesnatim) lišćem, omiljena je sobna biljka i koristi se u medicini. Ostale biljke s jestivim dijelovima su luk (Allium cepa), češnjak (A. sativum) i njihovi srodnici poriluk i ljutika (A. cepa, sorta aggregatum). Šparoge (Asparagus officinalis) cijenjene su kao povrće. Aroma vanilije je ekstrakt ploda orhideje vanilije (iako se većina aroma vanilije sada proizvodi sintetski). Šafran je začin koji se dobiva iz stabljika Crocus sativus.
Agava uključuje neke od najvećih članova Asparagales; cvjetna stabljika stoljetne biljke (A. americana) može doseći visinu od 6 metara (20 stopa). Ove spororastuće biljke cvjetaju jednom i umiru. Nekoliko vrsta agave, posebice A. sisalana, uzgajaju se zbog vlakana henequena i sisala koja se dobivaju iz njihova lišća. Glomazni cvatovi (cvjetni grozdovi) nalik na šparoge plantažno uzgojenih biljaka u Meksiku daju bogat sok koji se fermentira za proizvodnju pulkea, meskala (mezcal) i tekile.
Mnoge juke su male biljke, ali Joshua drvo (Yucca brevifolia) obično doseže visinu veću od 10 metara (gotovo 33 stope) u Kaliforniji. Nekoliko drugih rodova ove porodice nalik su stablu. Juke sadrže saponine, spojeve koji se pjene kada se pomiješaju s vodom; jedan su od izvornih izvora prirodnih deterdženata.

### Organizacija i taksonomija
Malo je skupina angiospermi u takvom taksonomskom fermentu kao Asparagales. Počevši od 1980-ih, švedski botaničar Rolf Dahlgren i njegovi kolege izvršili su značajne preraspodjele u rodovima i porodicama koje su prije bile prepoznate u potrazredi Liliidae u Cronquistovom botaničkom klasifikacijskom sustavu. Reorganizacijom su isključene porodice kao što su Philydraceae, Pontederiaceae, Haemodoraceae i Velloziaceae, a preostale su taksone raspoređene u tri bitno različita reda: Dioscoreales (red jam), Liliales (red ljiljana) i Asparagales.
Prema sustavu botaničke klasifikacije Angiosperm Phylogeny Group IV (APG IV), Asparagales se sastoji od dvije velike skupine porodice. One se prvenstveno temelje na molekularnim dokazima, ali i na obrascima razvoja peludi. "Osnovne Asparagales" prirodna su skupina sastavljena od dvije porodice: Asparagaceae (porodica šparoga, s 2525 vrsta u 153 roda) i Amaryllidaceae (porodica narcisa, s najmanje 1605 vrsta u 73 roda). "Niže Asparagales" uključuju Orchidaceae (porodica orhideja, s više od 26 000 vrsta u gotovo 880 rodova), Asteliaceae (porodica srebrnih koplja, s 31 vrstom u 3 roda), Hypoxidaceae (porodica zvjezdastih ljiljana, sa 100-220 vrsta u 7-9 rodova), Iridaceae (porodica perunika, s više od 2120 vrsta u nekih 66 rodova), Asphodelaceae (ćepljezovke) i brojne male porodice (npr. Blandfordiaceae, Lanariaceae, Boryaceae, Ixioliriaceae, Tecophilaeaceae, Doryanthaceae i Xeronemataceae).
U velikoj mjeri, mnoge porodice u Asparagales definirane su primarno DNK karakteristikama, a jedinstveni morfološki karakteri nisu očiti unutar porodice. Zbog toga je često teško identificirati porodicu u koju bi rod trebao biti smješten bez laboratorijske analize. Međutim, kako se prikupljaju molekularni dokazi za razlikovanje porodice i odnosa unutar Asparagales, dodatne i nove morfološke značajke se identificiraju za prepoznavanje ovih svojti.

### Karakteristike rasta reda
Pripadnici skupine Asparagales tipično su višegodišnje biljke s mesnatim do vlaknastim stabljikama koje proizlaze iz raznih vrsta podzemnih skladišnih ili trajnih organa. Neke vrste pretežno afričkih rodova Dracaena (poreodfica Asparagaceae) i Asparagus mogu se smatrati lozama, dok se penju kroz šumu ili krošnje grmlja, ali nijedna nema prilagodbe poput vitica za penjanje. Posebno su rijetke jednogodišnje biljke. Nekoliko vrsta Sisyrinchiuma (porodica Iridaceae) prave su jednogodišnje biljke s mesnatim ili vlaknastim korijenjem, a neke su postale korov u mnogim dijelovima svijeta.
Arborescentne ili grmolike Asparagales su neobične, ali su poznate, na primjer, u nekim vrstama Dracaena, Xanthorrhoea i Aloe (posljednje dvije iz porodice Asphodelaceae). Stabljike tvore prilično debela debla sastavljena od vlaknastog, a ne drvenastog tkiva, što ih jasno razlikuje od pravog (dvodomnog) drveća. U Americi, unutar Asparagaceae podporodica Agavoideae, neke vrste Yucca, Agave, Furcraea i Nolina imaju sličnu arborescentnu naviku.
Kod arborescentnih Asparagales određeni opseg stabljike može biti posljedica sekundarnog zadebljanja iz bočnog sloja kambija (područje sekundarnog rasta). Dok većina monokotiledona ne formira bočne meristeme (a time ni sekundarna vaskularna tkiva), oni prolaze kroz difuzni sekundarni rast kontinuiranom diobom i povećanjem stanica prizemnog parenhima. Međutim, brojne vrste Asparagales prolaze kroz pravi sekundarni rast koji uključuje sekundarni meristem, bočni sloj kambija koji se formira ispod sekundarnog zadebljalog meristema i proteže se do baze biljke (tj. razvija se u primarnom biljnom tijelu koje je već dovršio svoju elongaciju). Za razliku od vaskularnih kambija u dikotiledonima, u kojima se sekundarni ksilem razvija iznutra, a sekundarni floem izvana, kambij jednosupnica se dijeli i formira uglavnom fibrozno parenhimatsko tkivo prema vanjskoj strani središnjeg pericikla ili korteksa, te parenhima i vaskularnih snopova više ili manje tipični za jednosupnice snopove prema unutra. Obično sekundarni snopovi formiraju radijalne redove u sekundarnom tkivu.
Nekoliko članova Iridaceae u južnoj Africi, posebice Nivenia, također su grmoviti. Ovi rodovi imaju lomljive drvenaste stabljike. Unatoč sličnom obrascu sekundarnog rasta u ovih nekoliko jednosupnica, vjerojatno je da je stanje nastalo neovisno u svakoj skupini.
Epifiti obiluju u Orchidaceae, ali su rijetki u drugim porodicma Asparagales. Uglavnom se nalaze u potporodicama Orchidoideae i Epidendroideae, epifiti su izuzetno bogato razvijeni u vlažnim i mokrim tropima i diverzificirani su u brojne rodove i vrste, često s izvanrednim floralnim elaboracijama.

### Organi za skladištenje
Specijalizirani podzemni skladišni organi posebno su česti u Amaryllidaceae i Iridaceae, bazalni oblik je vjerojatno rizom - to jest, više ili manje ispružena stabljika koja proizvodi korijenje s donje površine i skupinu listova s vrha. Lukovice su se više puta razvile u nekoliko linija i pojavljuju se među mnogim pripadnicima vrste Asparagales. U Iridaceae, lukovice se pojavljuju u nekim vrstama Irisa i u rodovima Novog svijeta Tigridia, Eleutherine, Herbertia i Trollius. Iako natečene i mesnate baze listova ili zaštitne ljuske pupoljaka (katafili) čine većinu lukovice, bazalna ploča tkiva stabljike na koju su listovi pričvršćeni uvijek je prisutna.
Bulbotuber, koji se uglavnom sastoji od tkiva stabljike, karakterizira mnoge članove Iridaceae i Tecophilaeaceae. Bulbotuberi su obično suhi, škrobasti i okruženi pokrovima (tunikama) koji potječu od ostataka raspadnutih osnova lišća ili su proizvedeni od strane specijaliziranih listova. Tunike mogu biti vlaknaste, membranske ili čak drvenaste. Dok su gomolji općenito kompaktni, okrugli i mijenjaju se svake godine, gomolji, koji se također mogu sastojati od tkiva stabljike, često su nepravilnog oblika, nemaju posebne pokrove i traju nekoliko godina. Međutim, razlika između bulbotubera i gomolja nije uvijek očita.
Kako ljuske (baze lišća) podzemnih lukovica mnogih šparoga sazrijevaju, pupoljci se mogu pojaviti na njihovoj bazi i postati mehurići. Kako se matične ljuske raspadaju, ove kuglice izrastaju u nove jedinke. Slični odvojci i pupoljci na puzavim rizomima daju nove biljke mnogim vrstama ovog reda. “Drveni luk”, ili “egipatski luk” (hibrid Allium cepa), stvara kuglice umjesto cvjetova na vrhu cvjetne stabljike. Europski divlji češnjak (A. vineale) je plodan proizvođač češnjaka i postao je štetan korov čak i u Sjevernoj Americi. Kod kišnog ljiljana (Zephyranthes) sjeme se razvija u plodnici bez oplodnje; oni su, u biti, unutarnji pupoljci. Osim ovih vegetativnih načina razmnožavanja, većina pripadnika reda proizvodi sjeme na konvencionalan način.

### Lišće
Listovi vrsta Asparagales su karakterističnog remenastog oblika i imaju paralelnu žilavost, što je tipično za monokotiledone. Vrste Iridaceae ističu se po tome što im je lisna plojka stisnuta u istoj ravnini kao i stabljika (ekvitant). Slični listovi također se pojavljuju u nekoliko vrsta Orchidaceae. Listovi orhideja posebno su raznoliki, a lisne plojke nedostaju kod nekih rodova s povećanim, sočnim bazama lišća.
Sočnost lišća je karakteristika većine Asphodelaceae, pretežno afričke porodice, čiji su mnogi članovi popularni vrtni ukrasi, posebno u toplim i suhim regijama svijeta. Osim toga, ti mesnati listovi često imaju bodlje (ograničene na rubove ili na oštrice) i druge vrste ukrasa. Kod šparoga iz starog svijeta, pravi listovi su svedeni na ljuske ili bodlje, ali završni internodiji stabljike tvore kladode (listoliki zeleni organi koji su nitasti do različito laminirani). Slične modifikacije karakteriziraju Ruscusa i njegove bliske saveznike.

### Cvijeće
Cvjetovi asparagalesa općenito su uočljivi i šareni. Čak i kada nisu veliki i jarkih boja, unutarnji i vanjski vijug perijanta tipično su nalik laticama, bez klasične razlike između zelene čaške i različito obojenog vjenčića. Budući da je jedina razlika između ova dva vijuga u njihovom položaju, segmenti perijanta obično se nazivaju tepali, a ne sepali i latice.
Cvjetovi u redu također su izuzetno raznoliki, u rasponu od malih, neuglednih, bijelih do zelenkastih, radijalno simetričnih (aktinomorfnih) cvjetova većine Asparagaceae do velikih, jarko obojenih cvjetova Orchidaceae, Amaryllidaceae i Iridaceae. Krunica, koja je laticasti produžetak nekih ili svih listova tepala i možda najočiglednija kao trublji dio cvjetova Narcisa, pojavljuje se u nekim Amaryllidaceae.
Kod većine vrsta Asparagales cvjetovi se nalaze u završnim cvatovima na nadzemnim stabljikama koje mogu nositi normalno ili smanjeno lišće; ako je bez lišća, cvjetna stabljika se često naziva skeletom, a njeni cvatovi karakteriziraju mnoge vrste koje imaju lukovice i tipični su za one Asparagales smještene u Amaryllidaceae i bivše Hyacinthaceae (Asparagaceae). Nadzemna stabljika je kod nekih Iridaceae i Orchidaceae drastično skraćena (reducirana). Kao rezultat toga, cvjetovi se nalaze u razini tla, često s jajnikom ispod zemlje i na dnu cjevastog cvijeta. Među poznatim rodovima bez stabljike je Crocus od Iridaceae. Mnogo više primjera može se pronaći u dijelovima svijeta sa sušnom klimom, poput južne Afrike i Bliskog istoka. Iako plodnica može biti pod zemljom tijekom cvatnje, cvjetna stabljika (peteljka) obično se izduži, tako da je plodnica malo iznad tla dok se sjeme razvija i sazrijeva.
Posebno treba spomenuti umbelulle (kišobrančić; cvat u kojem peteljke izrastaju iz otprilike iste točke i oblikuju ravnu ili zaobljenu cvjetnu grudu), koji karakterizira Amaryllidaceae, i grozd (jednostavni cvat u kojem se cvjetovi nalaze na kratkim peteljkama približno jednake duljine na jednakim udaljenostima duž izdužene osi i otvaraju se uzastopno prema vrhu), što je uobičajeno u redu. Bazalno stanje kod Iridaceae je cvat koji se naziva ripidij, u kojem su cvjetovi skupljeni unutar dva lisnata brakteja i izbijaju jedan po jedan kako se pupoljci otvaraju. Mnoge Iridaceae imaju klasove. Neke vrste iz potporodice Agavoideae (Asparagaceae) su monokarpske: cijela biljka umire nakon jednog cvjetanja, koje proizvodi stotine pojedinačnih cvjetova.
Iako je radijalna simetrija pravilo, većina članova potporodice Crocoideae (Iridaceae)  i većina vrsta Orchidaceae ima bilateralno simetrične (zigomorfne) cvjetove. Još jedno često stanje kod Orchidaceae je cvjetna resupinacija, u kojoj je jajnik zaokrenut za 180 stupnjeva tako da je donja površina jajnika okrenuta prema gore.
Bazalno stanje u muškim organima (androceju) je prisutnost dvaju vijuga od po tri prašnika, koji se izmjenjuju s vijugama perijanta. Dehiscencija prašnika je tipično uzdužna. Peludna zrnca obično se izbacuju kao monade, ali su sva grupirana u mase zrnaca koje se kod orhideja nazivaju polliniji.
Ginecej (ženski organi) sastoji se od tri karpele koje su obično spojene. Slojevi mogu biti slobodni ili, češće, sjedinjeni, i mogu biti režnjeviti, s diskretnim stigmatičnim režnjevima ili jednostavni, što je najčešće stanje kod Asparagales. Kod mnogih članova potporodice Iridaceae, Iridoideae, vrh je podijeljen na tri široka spljoštena laticasta režnja, koji su prošireni na gore u parne dodatke (kreste); stigma je mali režanj na donjoj površini svake grane stila. Pregradni nektari, smješteni unutar stijenki jajnika, rašireni su u redu; oni su, međutim, rijetki u Orchidaceae, gdje su nektarije smještene na tepalima česte. Perigonalni nektarije karakteriziraju neke skupine Iridaceae.
Jajnik obično ima tri lokule s aksilnom placentacijom. Parietalna placentacija karakterizira potporodice Cypripedioideae i Orchidoideae iz Orchidaceae, ali je rijetka drugdje u Asparagales. I donji i gornji jajnici nalaze se u Asparagales.
Cvjetne varijacije usko su povezane sa strategijom oprašivanja. Nadalje, cvjetna zigomorfija i duljina cvjetne cijevi povezani su s ograničenjem na specifične oprašivače. Nektarije smještene na tepalima (perigonalni nektarije) javljaju se kod nekih Iridaceae i kod mnogih Orchidaceae. Oni su ili površinski ili ograničeni na nabore, vrećice ili izdanke, a potonje je posebno karakteristično za Orchidaceae. Pregradni nektari, ugrađeni u jajnik, nalaze se u mnogim drugim Asparagales.

### Oprašivanje
Raznolikost kukaca oprašivača (glavni životinjski oprašivač Asparagales) je velika, ali najčešća je pčela. Među prilagodbama koje su cvjetovi razvili za ovaj način oprašivanja su svijetle boje (osim crvene, koju pčele ne mogu razlikovati od crne), kontrastne oznake (vodiči nektara) i često sladak miris. Kod nekih Orchidaceae - na primjer, Ophrys - boja i oblik labelluma (najniže od tri latice) nalikuje ženki pčele određene vrste; cvijet oprašuje tijekom pseudokopulacije muška pčela. U mnogim američkim rodovima Orchidaceae i Iridaceae, slatki nektar (koji sadrži šećer) može se nadopuniti uljima koje izlučuju žlijezde na stabljici u nektariju. Neke od neotropskih orhideja koje proizvode aromatične spojeve oprašuju muške pčele, koje ih koriste za označavanje teritorija i vjerojatno u ponašanju pri parenju; nektar ili pelud ili oboje mogu biti ponuđena nagrada. Oprašivanje stršinskom muhom relativno je neuobičajeno, ali u Africi je uobičajeno oprašivanje muhama iz nekoliko porodica s dugim proboscisima. Cvjetovi s dugom tankom periantnom cjevčicom tipični su za ovaj sindrom oprašivanja, posebno kod Iridaceae.
Ptice su također važan, ali rjeđi oprašivač. Oprašivanje ptica medosasa (Nectariniidae) relativno je često kod afričkih Asphodelaceae, kao što su Aloe i Kniphofia, i Iridaceae, posebno kod Gladiolusa i Watsonia, te kod nekih australskih rodova, kao što je Blandfordia u Blandfordiaceae. U Novom svijetu, oprašivanje kolibrića događa se u nekoliko Amaryllidaceae, nekim Asparagaceae, uključujući Beschorneria i Polianthes, i nekoliko Iridaceae, kao u Rigidella. Vrste koje se oprašuju pticama općenito imaju crveni perijant, dugu široku cijev i izbačene prašnike i stigme. Unatoč velikoj raznolikosti cvijeća u Orchidaceae, oprašivanje ptica je rijetko.
Oprašivanje moljcima jastrebom javlja se kod mnogih orhideja koje imaju duge izdanke koji nose nektar i kod nekih Iridaceae s dugim cjevčicama perianta. Osim toga, cvjetovi imaju bijelu ili žutu cvjetnicu i jak slatki miris. Yucca (Asparagaceae) ima neobičan sindrom oprašivanja: ženke moljca Tegeticula (jukin moljac) polažu jaja u jajnik i zatim pažljivo prenose pelud na stigme. Oprašivanje šišmiša rijetko je kod Asparagales, ali je zabilježeno kod nekih vrsta Agavoideae.

### Plodovi i sjemenke
Plodovi Asparagales uglavnom su suhe kapsule ili bobice. Mesnati plodovi (bobice) nalaze se u mnogim taksonima sjeverne hemisfere (Convallaria, Smilacina i Polygonatum), u Ruscusu i njegovim bliskim saveznicima Euroazije, te u Asparagusima. Nekoliko tropskih pripadnika također ima mesnato voće, osobito Dianella, koja ima sjajne ljubičaste bobice. Orchidaceae rijetko imaju mesnate plodove, ali rod vanilije je izuzetak vrijedan pažnje. Uzgaja se u tropima zbog bobica u obliku mahuna koje daju aromu vanilije.
Sjemenke su posebno varijabilne u Asparagales i variraju u obliku od osnovnih kuglastih do uglatih smećkastih ili crnih sjemenki i u sadržaju od obilnog tvrdog endosperma (rezerve hrane) do mikroskopskih sjemenki bez endosperma. Crna boja ovojnica sjemena kod mnogih vrsta šparoga s kapsulastim plodovima posljedica je prisutnosti fitomelana, ugljične tvari, u vanjskoj epidermi ovojnice sjemena. Ove sjemenke su dodatno specijalizirane po tome što se tegmen (derivat unutarnjeg ovularnog integumenta) potpuno zgnječi u zrelosti.
Sjemenke vrsta Orchidaceae su brojne i sitne i obično nemaju endosperm. Samo vanjski sloj vanjskog integumenta općenito postoji kao membranska sjemena ovojnica. U prirodnim uvjetima, sjemenke orhideja klijaju tek nakon što se uspostavi simbiotski odnos sa specijaliziranom gljivom, koja opskrbljuje hranjivim tvarima sadnicu u razvoju. Neke vrste Orchidaceae nemaju klorofil (aklorofile) i ostaju mikoheterotrofne tijekom cijelog života.
Mesnate ovojnice sjemena, u korelaciji s distribucijom po pticama, nalaze se u nekoliko Iridaceae. Arili (mesnati dodaci sjemena koji često potječu od ovule funiculus) također se često pojavljuju. Sjemenke Crinuma i njegovih bliskih saveznika u Amaryllidaceae su velike i mesnate, nemaju vanjsku ovojnicu sjemena (testa) i izgubile su sposobnost da postanu uspavane. Brzo klijaju nakon odbacivanja, ponekad čak i unutar kapsula, a mlade se sadnice brzo razvijaju iz malih lukovica, osiguravajući preživljavanje u sušnom razdoblju, čiji početak može biti vrlo brzo nakon ploda.
I sukcesivna i istovremena mikrosporogeneza (proizvodnja peludi) javlja se kod Asparagales, a rezultirajuća zrnca peluda su obično dvostanična. Često, endosperm nastaje diobom slobodne jezgre, nakon čega slijedi kasnije stvaranje stanične stijenke (stvaranje jezgrenog endosperma), ali helobijalno stvaranje endosperma (mitoza) događa se u nekoliko linija. Endosperm se općenito sastoji od hemiceluloza u debelim staničnim stjenkama; sjemenke tipično sadrže značajnu količinu endosperma (osim za vrste Orchidaceae) i male embrije. Embriji općenito imaju jednu terminalnu kotiledon i maleni bočni, ponekad udubljeni primarni pupoljak (plumule).
Širenje sjemena nije izrazito razvijeno kod Asparagales, ali mesnate plodove i mesnate ili jarko obojene sjemenke nekih Iridaceae raspršuju ptice. Vrlo sitne sjemenke ili one s krilcima, kao kod gladiola, prilagođene su raznošenju vjetrom. Elaiosomi (mesnati bijeli arili) nalaze se u nekoliko rodova, posebice u mnogim vrstama perunika. Smatra se da su te prilagodbe povezane s raspršivanjem mrava, koji pohranjuju sjemenke u svojim gnijezdima i jedu samo mesnati dio. Prilagodba za raspršivanje vode razvijena je kod brojnih rodova koji imaju plutaste ili spužvaste ovojnice sjemena (npr. Crinum) i kod nekih vrsta perunika. Za većinu reda, međutim, disperzija je slabo poznata, a prevladavajući mehanizmi mogu biti pasivni.

### Flavonoidi
Kao što se može očekivati od tako velikog reda, Asparagales je vrlo raznolik u flavonoidima, koji imaju sustavnu važnost samo na generičkoj razini. Neobični steroidni saponini, međutim, karakteriziraju Asparagales u značajnoj mjeri. Helidonska kiselina je karakteristična za Asphodelaceae i Agavoideae, ali je vjerojatno nema u Orchidaceae. Helidonska kiselina je rijetka ili je nema drugdje u Asparagales i drugim jednosupnicama. Karakteristični alkaloidi nalaze se u nekoliko rodova Asparagales. Rodovi u porodici Amaryllidaceae imaju različite serije alkaloida. Druge Asparagale koje sadrže alkaloide su lukovičasti rodovi u bivšim Hyacinthaceae (sada u Asparagaceae), uključujući vrlo toksične članove kao što su Drimia (također nazvana Urginea), Scilla i Ornithogalum. Njihova toksičnost proizlazi iz srčanih glikozida (srčanih stimulansa) koje proizvode, a koji se također pojavljuju u nekoliko afričkih rodova Iridaceae. Alilni sulfidi, odgovorni za mirise poput luka ili češnjaka, karakteriziraju Allium.

## Porodice i rodovi
1. Familia Orchidaceae Juss. (30 739 spp.)
  1. Subfamilia Apostasioideae (Lindl.) Horan.
    1. Apostasia Blume (9 spp.)
    2. Neuwiedia Blume (10 spp.)

  2. Subfamilia Vanilloideae Szlach.
    1. Tribus Pogonieae Pfitzer ex Garay & Dunst.
      1. Duckeella Porto & Brade (8 spp.)
      2. Pogonia Juss. (5 spp.)
      3. Cleistesiopsis Pansarin & F. Barros (3 spp.)
      4. Cleistes Rich. (48 spp.)
      5. Isotria Raf. (2 spp.)

    2. Tribus Vanilleae Blume
      1. Epistephium Kunth (28 spp.)
      2. Clematepistephium N. Hallé (1 sp.)
      3. Eriaxis Rchb. fil. (1 sp.)
      4. Lecanorchis Blume (22 spp.)
      5. Vanilla Mill. (138 spp.)
      6. Cyrtosia Blume (7 spp.)
      7. Galeola Lour. (5 spp.)
      8. Erythrorchis Blume (2 spp.)
      9. Pseudovanilla Garay (8 spp.)

  3. Subfamilia Cypripedioideae Lindl. ex Endl.
    1. Selenipedium Rchb. fil. (12 spp.)
    2. Cypripedium L. (47 spp.)
    3. Phragmipedium Rolfe (27 spp.)
    4. Mexipedium V. A. Albert & M. W. Chase (1 sp.)
    5. Paphiopedilum Pfitzer (104 spp.)

  4. Subfamilia Orchidoideae Eaton
    1. Tribus Codonorchideae P. J. Cribb
      1. Codonorchis Lindl. (2 spp.)

    2. Tribus Orchideae Small
      1. Subtribus Huttonaeinae Schltr.
        1. Huttonaea Harv. (5 spp.)
        2. Pachites Lindl. (2 spp.)

      2. Subtribus Brownleeinae H. P. Linder & Kurzweil
        1. Brownleea Harv. ex Lindl. (8 spp.)
        2. Disperis Sw. (79 spp.)

      3. Subtribus Coryciinae Benth.
        1. Pterygodium Sw. (19 spp.)
        2. Corycium Sw. (13 spp.)
        3. Evotella Kurzweil & H. P. Linder (2 spp.)
        4. Ceratandra Eckl. ex F. A. Bauer (6 spp.)

      4. Subtribus Disinae Lindl. ex Benth.
        1. Disa Bergius (184 spp.)

      5. Subtribus Satyriinae Pfitzer
        1. Satyrium Sw. (91 spp.)

      6. Subtribus Habenariinae Benth.
        1. Herminium L. (51 spp.)
        2. Hsenhsua X. H. Jin, Schuit. & W. T. Jin (1 sp.)
        3. xHerminorchis P. Fourn. (0 sp.)
        4. Tylostigma Schltr. (8 spp.)
        5. Oligophyton H. P. Linder (1 sp.)
        6. Benthamia A. Rich. (32 spp.)
        7. Pecteilis Raf. (10 spp.)
        8. Gennaria Parl. (2 spp.)
        9. Peristylus Blume (101 spp.)
        10. Stenoglottis Lindl. (6 spp.)
        11. Habenaria Willd. (899 spp.)
        12. Odisha S. Misra (2 spp.)
        13. Centrostigma Schltr. (3 spp.)
        14. Bonatea Willd. (13 spp.)
        15. Cynorkis Thouars (180 spp.)
        16. Thulinia P. J. Cribb (1 sp.)
        17. Veyretella Szlach. & Olszewski (2 spp.)
        18. Cooktownia D. L. Jones (1 sp.)
        19. Platycoryne Rchb. fil. (21 spp.)
        20. Aziza Farminhão & D´haijère (1 sp.)
        21. Megalorchis H. Perrier (1 sp.)
        22. Diplomeris D. Don (3 spp.)
        23. Roeperocharis Rchb. fil. (9 spp.)
        24. Holothrix Rich. (45 spp.)
        25. Brachycorythis Lindl. (41 spp.)
        26. Neobolusia Schltr. (3 spp.)
        27. Schizochilus Sond. (11 spp.)
        28. Dracomonticola H. P. Linder & Kurzweil (1 sp.)

      7. Subtribus Orchidinae Dressler & Dodson ex Reveal
        1. Neotinea Rchb. fil. (5 spp.)
        2. Chamorchis Rich. (1 sp.)
        3. Steveniella Schltr. (1 sp.)
        4. Himantoglossum W. D. J. Koch (10 spp.)
        5. xOrchimantoglossum Asch. & Graebn. (0 sp.)
        6. Ophrys L. (84 spp.)
        7. Serapias L. (20 spp.)
        8. xSerapicamptis Godfery (3 spp.)
        9. xSerapirhiza Potucek (0 sp.)
        10. Anacamptis Rich. (21 spp.)
        11. Orchis L. (26 spp.)
        12. Traunsteinera Rchb. (2 spp.)
        13. Pseudorchis Ség. (2 spp.)
        14. xPseudorhiza P. F. Hunt (0 sp.)
        15. xPseudanthera McKean (0 sp.)
        16. xPseudinium P. F. Hunt (0 sp.)
        17. Platanthera Rich. (149 spp.)
        18. Galearis Raf. (11 spp.)
        19. xDactylanthera P. F. Hunt & Summerh. (1 sp.)
        20. Dactylorhiza Neck. (53 spp.)
        21. xDactyloglossum P. F. Hunt & Summerh. (0 sp.)
        22. xGymnoglossum Rolfe (0 sp.)
        23. Gymnadenia R. Br. (8 spp.)
        24. xGymnigritella E. G. Camus (0 sp.)
        25. Nigritella Rich. (12 spp.)
        26. xDactylodenia Garay & H. R. Sweet (3 spp.)
        27. xOrchigymnadenia E. G. Camus (0 sp.)
        28. xPseudadenia P. F. Hunt (1 sp.)
        29. xGymnotraunsteinera Cif. & Giacom. (0 sp.)
        30. xGymplatanthera E. G. Camus (0 sp.)
        31. xPseuditella P. F. Hunt (0 sp.)
        32. Sirindhornia H. A. Pedersen & Suksathan (3 spp.)
        33. Hemipilia Lindl. (72 spp.)

      8. Subtribus Vietorchidinae Aver.
        1. Silvorchis J. J. Sm. (4 spp.)

    3. Tribus Diurideae Endl. ex Butzin
      1. Subtribus Rhizanthellinae R. S. Rogers
        1. Rhizanthella R. S. Rogers (5 spp.)

      2. Subtribus Prasophyllinae Schltr.
        1. Prasophyllum R. Br. (159 spp.)
        2. Genoplesium R. Br. (59 spp.)
        3. Microtis R. Br. (23 spp.)

      3. Subtribus Cryptostylidinae Schltr.
        1. Cryptostylis R. Br. (23 spp.)
        2. Coilochilus Schltr. (1 sp.)

      4. Subtribus Drakaeinae Schltr.
        1. Chiloglottis R. Br. (27 spp.)
        2. Drakaea Lindl. (10 spp.)
        3. Spiculaea Lindl. (1 sp.)
        4. Arthrochilus F. Muell. (15 spp.)
        5. Paracaleana Blaxell (14 spp.)
        6. Caleana R. Br. (1 sp.)

      5. Subtribus Megastylidinae Schltr.
        1. Rimacola Rupp (1 sp.)
        2. Lyperanthus R. Br. (2 spp.)
        3. Waireia D. L. Jones, Clem. & Molloy (1 sp.)
        4. Pyrorchis D. L. Jones & M. A. Clem. (2 spp.)
        5. Burnettia Lindl. (1 sp.)
        6. Leporella A. S. George (1 sp.)
        7. Megastylis (Schltr.) Schltr. (6 spp.)

      6. Subtribus Acianthinae (Lindl.) Schltr.
        1. Stigmatodactylus Maxim. ex Makino (26 spp.)
        2. Cyrtostylis R. Br. (5 spp.)
        3. Acianthus R. Br. (8 spp.)
        4. Townsonia Cheeseman (3 spp.)
        5. Corybas R. Br. (159 spp.)

      7. Subtribus Diuridinae Lindl. ex Meisn.
        1. Diuris Sm. (104 spp.)
        2. Orthoceras R. Br. (2 spp.)

      8. Subtribus Caladeniinae Pfitzer
        1. Aporostylis Rupp & Hatch (1 sp.)
        2. Adenochilus Hook. fil. (2 spp.)
        3. Eriochilus R. Br. (12 spp.)
        4. Leptoceras Lindl. (1 sp.)
        5. Praecoxanthus Hopper & A. P. Br. (1 sp.)
        6. Elythranthera (Lindl.) A. S. George (2 spp.)
        7. Pheladenia D. L. Jones & M. A. Clem. (1 sp.)
        8. Caladenia R. Br. (310 spp.)

      9. Subtribus Thelymitrinae Lindl. ex Meisn.
        1. Calochilus R. Br. (28 spp.)
        2. Epiblema R. Br. (1 sp.)
        3. Thelymitra J. R. Forst. & G. Forst. (118 spp.)

    4. Tribus Cranichideae (Lindl.) Endl.
      1. Subtribus Chloraeinae Pfitzer
        1. Chloraea Lindl. (52 spp.)
        2. Gavilea Poepp. (17 spp.)
        3. Bipinnula Comm. ex Juss. (12 spp.)

      2. Subtribus Pterostylidinae Pfitzer
        1. Pterostylis R. Br. (311 spp.)
        2. Achlydosa M. A. Clem. & D. L. Jones (1 sp.)

      3. Subtribus Physurinae Lindl. ex Meisn.
        1. Pachyplectron Schltr. (3 spp.)
        2. Microchilus C. Presl (273 spp.)
        3. Erythrodes Blume (24 spp.)
        4. Goodyera R. Br. (94 spp.)
        5. Danhatchia Garay & Christenson (3 spp.)
        6. Gonatostylis Schltr. (2 spp.)
        7. Halleorchis Szlach. & Olszewski (1 sp.)
        8. Platylepis A. Rich. (20 spp.)
        9. Schuitemania Ormerod (1 sp.)
        10. Orchipedum Breda, Kuhl & Hasselt (3 spp.)
        11. Herpysma Lindl. (1 sp.)
        12. Hylophila Lindl. (6 spp.)
        13. Lepidogyne Blume (1 sp.)
        14. Eurycentrum Schltr. (4 spp.)
        15. Cystorchis Blume (19 spp.)
        16. Zeuxinella Aver. (1 sp.)
        17. Ludisia A. Rich. (2 spp.)
        18. Dossinia C. Morren (1 sp.)
        19. Macodes (Blume) Lindl. (12 spp.)
        20. Papuaea Schltr. (1 sp.)
        21. Chamaegastrodia Makino & F. Maek. (3 spp.)
        22. Cheirostylis Blume (61 spp.)
        23. Zeuxine Lindl. (83 spp.)
        24. Hetaeria Blume (27 spp.)
        25. Rhomboda Lindl. (25 spp.)
        26. Vrydagzynea Blume (42 spp.)
        27. Odontochilus Blume (75 spp.)
        28. Anoectochilus Blume (48 spp.)
        29. Aenhenrya Gopalan (2 spp.)

      4. Subtribus Manniellinae Schltr.
        1. Manniella Rchb. fil. (1 sp.)

      5. Subtribus Cranichidinae Lindl. ex Meisn.
        1. Prescottia Lindl. (25 spp.)
        2. Galeoglossum A. Rich. & Galeotti (3 spp.)
        3. Stenoptera C. Presl (11 spp.)
        4. Gomphichis Lindl. (31 spp.)
        5. Porphyrostachys Rchb. fil. (2 spp.)
        6. Solenocentrum Schltr. (4 spp.)
        7. Pseudocentrum Lindl. (16 spp.)
        8. Baskervilla Lindl. (11 spp.)
        9. Ponthieva R. Br. (74 spp.)
        10. Pterichis Lindl. (41 spp.)
        11. Cranichis Sw. (79 spp.)
        12. Fuertesiella Schltr. (1 sp.)
        13. Nezahualcoyotlia R. González (1 sp.)
        14. Altensteinia Kunth (8 spp.)
        15. Aa Rchb. fil. (25 spp.)
        16. Myrosmodes Rchb. fil. (17 spp.)

      6. Subtribus Discyphinae
        1. Discyphus Schltr. (1 sp.)

      7. Subtribus Spiranthinae Lindl. ex Meisn.
        1. Cotylolabium Garay (1 sp.)
        2. Stenorrhynchos Rich. (9 spp.)
        3. Eltroplectris Raf. (16 spp.)
        4. Mesadenella Pabst & Garay (11 spp.)
        5. Sacoila Raf. (9 spp.)
        6. Pteroglossa Schltr. (16 spp.)
        7. Skeptrostachys Garay (13 spp.)
        8. Lyroglossa Schltr. (2 spp.)
        9. Cyclopogon C. Presl (96 spp.)
        10. Hapalorchis Schltr. (14 spp.)
        11. Pelexia Poit. ex Rich. (100 spp.)
        12. Sarcoglottis C. Presl (57 spp.)
        13. Veyretia Szlach. (10 spp.)
        14. Thelyschista Garay (1 sp.)
        15. Coccineorchis Schltr. (8 spp.)
        16. Odontorrhynchus M. N. Correa (8 spp.)
        17. Sauroglossum Lindl. (11 spp.)
        18. Buchtienia Schltr. (3 spp.)
        19. Brachystele Schltr. (23 spp.)
        20. Degranvillea Determann (1 sp.)
        21. Cybebus Garay (1 sp.)
        22. Eurystyles Wawra (24 spp.)
        23. Lankesterella Ames (9 spp.)
        24. Quechua Salazar & L. Jost (1 sp.)
        25. Nothostele Garay (2 spp.)
        26. Spiranthes Rich. (43 spp.)
        27. Dichromanthus Garay (2 spp.)
        28. Deiregyne Schltr. (25 spp.)
        29. Svenkoeltzia Burns-Bal. (3 spp.)
        30. Sotoa Salazar (1 sp.)
        31. Aulosepalum Garay (9 spp.)
        32. Beloglottis Schltr. (8 spp.)
        33. Mesadenus Schltr. (3 spp.)
        34. Stalkya Garay (1 sp.)
        35. Funkiella Schltr. (11 spp.)
        36. Microthelys Garay (4 spp.)
        37. Schiedeella Schltr. (19 spp.)
        38. Greenwoodiella Salazar, Hern.-López & J. Sharma (3 spp.)
        39. Physogyne Garay (3 spp.)
        40. Pseudogoodyera Schltr. (2 spp.)
        41. Aracamunia Carnevali & I. Ramírez (1 sp.)
        42. Helonoma Garay (2 spp.)
        43. Kionophyton Garay (1 sp.)

      8. Subtribus Galeottiellinae Salazar & M. W. Chase
        1. Galeottiella Schltr. (1 sp.)

  5. Subfamily Epidendroideae Lindl.
    1. Tribus Neottieae Lindl.
      1. Neottia Guett. (78 spp.)
      2. Holopogon Kom. & Nevski (7 spp.)
      3. Diplandrorchis S. C. Chen (1 sp.)
      4. Aphyllorchis Blume (21 spp.)
      5. Epipactis Sw. (65 spp.)
      6. Cephalanthera Rich. (22 spp.)
      7. xCephalopactis Asch. & Graebn. (0 sp.)
      8. Limodorum Boehm. (2 spp.)
      9. Palmorchis Barb. Rodr. (39 spp.)

    2. Tribus Sobralieae Pfitzer
      1. Sertifera Lindl. & Rchb. fil. (10 spp.)
      2. Elleanthus C. Presl (132 spp.)
      3. Sobralia Ruiz & Pav. (169 spp.)

    3. Tribus Triphoreae Dressler
      1. Subtribus Diceratostelinae (Dressler) Szlach.
        1. Diceratostele Summerh. (1 sp.)

      2. Subtribus Triphorinae (Dressler) Szlach.
        1. Triphora Nutt. (23 spp.)
        2. Monophyllorchis Schltr. (4 spp.)
        3. Pogoniopsis Rchb. fil. (2 spp.)
        4. Psilochilus Barb. Rodr. (19 spp.)

    4. Tribus Xerorchideae P. J. Cribb
      1. Xerorchis Schltr. (2 spp.)

    5. Tribus Wullschlaegelieae
      1. Wullschlaegelia Rchb. fil. (2 spp.)

    6. Tribus Gastrodieae Lindl.
      1. Gastrodia R. Br. (97 spp.)
      2. Uleiorchis Hoehne (4 spp.)
      3. Auxopus Schltr. (4 spp.)
      4. Didymoplexis Griff. (31 spp.)

    7. Tribus Nervilieae Dressler
      1. Subtribus Nerviliinae Schltr.
        1. Nervilia Comm. ex Gaudich. (79 spp.)

      2. Subtribus Epipogoniinae Schltr.
        1. Epipogium Borkh. (6 spp.)
        2. Stereosandra Blume (1 sp.)

    8. Tribus Tropidieae (Pfitzer) Dressler
      1. Tropidia Lindl. (35 spp.)
      2. Corymborkis Thouars (9 spp.)

    9. Tribus Thaieae X. G. Jin & X. G. Xiang
      1. Thaia Seidenf. (1 sp.)

    10. Tribus Arethuseae Lindl.
      1. Subtribus Arethusinae Benth.
        1. Calopogon R. Br. (5 spp.)
        2. Arethusa L. (1 sp.)
        3. Anthogonium Wall. ex Lindl. (1 sp.)
        4. Arundina Blume (1 sp.)
        5. Eleorchis F. Maek. (1 sp.)

      2. Subtribus Coelogyninae Benth.
        1. Pleione D. Don (24 spp.)
        2. Thunia Rchb. fil. (5 spp.)
        3. Dilochia Lindl. (10 spp.)
        4. Thuniopsis L. Li, D. P. Ye & Shi J. Li (2 spp.)
        5. Bletilla Rchb. fil. (5 spp.)
        6. Mengzia W. C. Huang, Z. J. Liu & C. Hu (1 sp.)
        7. Aglossorrhyncha Schltr. (12 spp.)
        8. Glomera Blume (157 spp.)
        9. Coelogyne Lindl. (607 spp.)

    11. Tribus Malaxideae Lindl.
      1. Subtribus Dendrobiinae
        1. Epigeneium Gagnep. (43 spp.)
        2. Dendrobium Sw. (1624 spp.)
        3. Bulbophyllum Thouars (2180 spp.)

      2. Subtribus Malaxidinae Benth. & Hook. fil.
        1. Liparis Rich. (329 spp.)
        2. Stichorkis Thouars (115 spp.)
        3. Blepharoglossum (Schltr.) L. Li (38 spp.)
        4. Ypsilorchis Z. J. Liu, S. C. Chen & L. J. Chen (1 sp.)
        5. Dienia Lindl. (6 spp.)
        6. Crepidium Blume (307 spp.)
        7. Oberonioides Szlach. (7 spp.)
        8. Malaxis Sol. ex Sw. (175 spp.)
        9. Crossoliparis Marg. (1 sp.)
        10. Tamayorkis Szlach. (1 sp.)
        11. Hammarbya Kuntze (1 sp.)
        12. Crossoglossa Dressler & Dodson (50 spp.)
        13. Alatiliparis Marg. & Szlach. (14 spp.)
        14. Orestias Ridl. (4 spp.)
        15. Oberonia Lindl. (343 spp.)
        16. Hippeophyllum Schltr. (10 spp.)

    12. Tribus Podochileae Pfitzer
      1. Podochilus Blume (65 spp.)
      2. Appendicula Blume (156 spp.)
      3. Ascidieria Seidenf. (9 spp.)
      4. Eria Lindl. (44 spp.)
      5. Bryobium Lindl. (29 spp.)
      6. Aeridostachya (Hook. fil.) Brieger (21 spp.)
      7. Cylindrolobus Blume (84 spp.)
      8. Callostylis Blume (5 spp.)
      9. Bambuseria Schuit., Y. P. Ng & H. A. Pedersen (2 spp.)
      10. Pseuderia Schltr. (21 spp.)
      11. Dendrolirium Blume (15 spp.)
      12. Pinalia Buch.-Ham. ex D. Don (181 spp.)
      13. Campanulorchis Brieger (4 spp.)
      14. Strongyleria (Pfitzer) Schuit., Y. P. Ng & H. A. Pedersen (4 spp.)
      15. Mycaranthes Blume (39 spp.)
      16. Dilochiopsis (Hook. fil.) Brieger (1 sp.)
      17. Trichotosia Blume (80 spp.)
      18. Oxystophyllum Blume (36 spp.)
      19. Porpax Lindl. (56 spp.)
      20. Epiblastus Schltr. (23 spp.)
      21. Ceratostylis Blume (155 spp.)
      22. Mediocalcar J. J. Sm. (17 spp.)
      23. Cryptochilus Wall. (8 spp.)
      24. Poaephyllum Ridl. (8 spp.)
      25. Subtribus Thelasinae Ridl.
        1. Ridleyella Schltr. (1 sp.)
        2. Octarrhena Thwaites (57 spp.)
        3. Thelasis Blume (29 spp.)
        4. Phreatia Lindl. (212 spp.)

    13. Tribus Collabieae Pfitzer
      1. Acanthephippium Blume ex Endl. (12 spp.)
      2. Ancistrochilus Rolfe (2 spp.)
      3. Styloglossum Breda, Kuhl & Hasselt (47 spp.)
      4. Calanthe R. Br. (177 spp.)
      5. Phaius Lour. (46 spp.)
      6. Cephalantheropsis Guillaumin (5 spp.)
      7. Preptanthe Rchb. fil. (8 spp.)
      8. Gastrorchis Thouars (11 spp.)
      9. Chrysoglossum Blume (4 spp.)
      10. Eriodes Rolfe (1 sp.)
      11. Spathoglottis Blume (41 spp.)
      12. Ipsea Lindl. (3 spp.)
      13. Pachystoma Blume (3 spp.)
      14. Plocoglottis Blume (37 spp.)
      15. Pilophyllum Schltr. (1 sp.)
      16. Diglyphosa Blume (1 sp.)
      17. Risleya King & Pantl. (1 sp.)
      18. Collabium Blume (15 spp.)
      19. Nephelaphyllum Blume (11 spp.)
      20. Hancockia Rolfe (1 sp.)
      21. Tainia Blume (38 spp.)

    14. Tribus Vandeae Lindl.
      1. Subtribus Adrorhizinae Schltr.
        1. Adrorhizon Hook. fil. (1 sp.)
        2. Sirhookera Kuntze (2 spp.)
        3. Bromheadia Lindl. (31 spp.)

      2. Subtribus Polystachyinae
        1. Polystachya Hook. (262 spp.)
        2. Hederorkis Thouars (2 spp.)

      3. Subtribus Angraecinae
        1. Angraecum Bory (223 spp.)
        2. Jumellea Schltr. (66 spp.)
        3. Lemurorchis Kraenzl. (1 sp.)
        4. Sobennikoffia Schltr. (4 spp.)
        5. Oeoniella Schltr. (2 spp.)
        6. Ambrella H. Perrier (1 sp.)
        7. Lemurella Schltr. (4 spp.)
        8. Cryptopus Lindl. (4 spp.)
        9. Neobathiea Schltr. (7 spp.)
        10. Oeonia Lindl. (5 spp.)
        11. Aeranthes Lindl. (47 spp.)
        12. Calyptrochilum Kraenzl. (3 spp.)
        13. Listrostachys Rchb. fil. (1 sp.)
        14. Campylocentrum Benth. (88 spp.)
        15. Dendrophylax Rchb. fil. (15 spp.)
        16. Erasanthe P. J. Cribb, Hermans & D. L. Roberts (1 sp.)
        17. Aerangis Rchb. fil. (58 spp.)
        18. Summerhayesia P. J. Cribb (3 spp.)
        19. Amesiella Schltr. ex Garay (2 spp.)
        20. Microcoelia Lindl. (33 spp.)
        21. Chauliodon Summerh. (1 sp.)
        22. Taeniorrhiza Summerh. (1 sp.)
        23. Dinklageella Mansf. (4 spp.)
        24. Solenangis Schltr. (8 spp.)
        25. Beclardia A. Rich. (2 spp.)
        26. Eurychone Schltr. (2 spp.)
        27. Eggelingia Summerh. (3 spp.)
        28. Tridactyle Schltr. (46 spp.)
        29. Cardiochilos P. J. Cribb (1 sp.)
        30. Nephrangis (Schltr.) Summerh. (1 sp.)
        31. Ypsilopus Summerh. (13 spp.)
        32. Ancistrorhynchus Finet (18 spp.)
        33. Bolusiella Schltr. (5 spp.)
        34. Plectrelminthus Raf. (1 sp.)
        35. Cyrtorchis Schltr. (19 spp.)
        36. Planetangis Stévart & Farminhão (1 sp.)
        37. Podangis Schltr. (3 spp.)
        38. Kylicanthe Descourv., Stévart & Droissart (7 spp.)
        39. Diaphananthe Schltr. (30 spp.)
        40. Rhipidoglossum Schltr. (49 spp.)
        41. Sarcorhynchus Schltr. (3 spp.)
        42. Mystacidium Lindl. (24 spp.)
        43. Sphyrarhynchus Mansf. (3 spp.)
        44. Angraecopsis Kraenzl. (19 spp.)
        45. Triceratorhynchus Summerh. (3 spp.)

      4. Subtribus Aeridinae
        1. Pennilabium J. J. Sm. (18 spp.)
        2. Ceratocentron Senghas (1 sp.)
        3. Hymenorchis Schltr. (14 spp.)
        4. Omoea Blume (2 spp.)
        5. Santotomasia Ormerod (1 sp.)
        6. Trachoma Garay (16 spp.)
        7. Tuberolabium Yamam. (13 spp.)
        8. Porrorhachis Garay (2 spp.)
        9. Saccolabium Blume (4 spp.)
        10. Chamaeanthus Schltr. (5 spp.)
        11. Chroniochilus J. J. Sm. (5 spp.)
        12. Grosourdya Rchb. fil. (34 spp.)
        13. Kipandiorchis P. O´Byrne & Gokusing (2 spp.)
        14. Luisia Gaudich. (49 spp.)
        15. Gastrochilus D. Don (81 spp.)
        16. Biermannia King & Pantl. (10 spp.)
        17. Taprobanea Christenson (1 sp.)
        18. Dyakia Christenson (1 sp.)
        19. Dryadorchis Schltr. (5 spp.)
        20. Phragmorchis L. O. Williams (1 sp.)
        21. Robiquetia Gaudich. (93 spp.)
        22. Malleola J. J. Sm. & Schltr. ex Schltr. (4 spp.)
        23. Uncifera Lindl. (6 spp.)
        24. Aerides Lour. (30 spp.)
        25. Papilionanthe Schltr. (12 spp.)
        26. Vanda Jones (92 spp.)
        27. Seidenfadenia Garay (1 sp.)
        28. Paraholcoglossum Z. J. Liu, S. C. Chen & L. J. Chen (2 spp.)
        29. Holcoglossum Schltr. (18 spp.)
        30. Rhynchostylis Blume (6 spp.)
        31. Phalaenopsis Blume (84 spp.)
        32. Paraphalaenopsis A. D. Hawkes (4 spp.)
        33. Pteroceras Hasselt ex Hassk. (13 spp.)
        34. Brachypeza Schltr. ex Garay (12 spp.)
        35. Macropodanthus L. O. Williams (12 spp.)
        36. Dimorphorchis Rolfe (10 spp.)
        37. Cottonia Wight (1 sp.)
        38. Diploprora Hook. fil. (2 spp.)
        39. Drymoanthus Nicholls (8 spp.)
        40. Vandopsis Pfitzer (2 spp.)
        41. Cymbilabia D. K. Liu & Ming H. Li (3 spp.)
        42. Sarcanthopsis Garay (6 spp.)
        43. Acampe Lindl. (10 spp.)
        44. Saccolabiopsis J. J. Sm. (15 spp.)
        45. Schoenorchis Reinw. (30 spp.)
        46. Seidenfadeniella C. S. Kumar (4 spp.)
        47. Pelatantheria Ridl. (8 spp.)
        48. Jejewoodia Szlach. (6 spp.)
        49. Trichoglottis Blume (86 spp.)
        50. Pomatocalpa Breda, Kuhl & Hasselt (24 spp.)
        51. Plectorrhiza Dockrill (6 spp.)
        52. Renanthera Lour. (26 spp.)
        53. Sarcoglyphis Garay (14 spp.)
        54. Cleisomeria Lindl. ex G. Don (2 spp.)
        55. Diplocentrum Lindl. (2 spp.)
        56. Smitinandia Holttum (3 spp.)
        57. Deceptor Seidenf. (1 sp.)
        58. Cleisostomopsis Seidenf. (2 spp.)
        59. Cleisostoma Blume (107 spp.)
        60. Stereochilus Lindl. (9 spp.)
        61. Micropera Lindl. (21 spp.)
        62. Bidoupia Aver., Ormerod & Duy (2 spp.)
        63. Arachnis Blume (18 spp.)
        64. Ascochilus Ridl. (2 spp.)
        65. Bogoria J. J. Sm. (12 spp.)
        66. Thrixspermum Lour. (199 spp.)
        67. Cleisocentron Brühl (9 spp.)
        68. Rhynchogyna Seidenf. & Garay (2 spp.)
        69. Chiloschista Lindl. (25 spp.)
        70. Sarcochilus R. Br. (25 spp.)
        71. Ophioglossella Schuit. & Ormerod (1 sp.)
        72. Mobilabium Rupp (1 sp.)
        73. Peristeranthus P. F. Hunt (1 sp.)
        74. Rhinerrhiza Rupp (2 spp.)
        75. Parasarcochilus Dockrill (3 spp.)
        76. Eclecticus P. O´Byrne (1 sp.)
        77. Adenoncos Blume (18 spp.)
        78. Microsaccus Blume (13 spp.)
        79. Calymmanthera Schltr. (6 spp.)
        80. Sarcophyton Garay (3 spp.)
        81. Taeniophyllum Blume (245 spp.)

    15. Tribus Cymbidieae Pfitzer
      1. Subtribus Cymbidiinae Benth.
        1. Cymbidium Sw. (80 spp.)
        2. Acriopsis Reinw. ex Blume (6 spp.)
        3. Thecopus Seidenf. (2 spp.)
        4. Thecostele Rchb. fil. (1 sp.)
        5. Devogelia Schuit. (1 sp.)
        6. Grammatophyllum Blume (13 spp.)
        7. Porphyroglottis Ridl. (1 sp.)

      2. Subtribus Eulophiinae Benth.
        1. Ansellia Lindl. (1 sp.)
        2. Claderia Hook. fil. (1 sp.)
        3. Imerinaea Schltr. (1 sp.)
        4. Graphorkis Thouars (4 spp.)
        5. Eulophia R. Br. (275 spp.)

      3. Subtribus Catasetinae Schltr.
        1. Cyanaeorchis Barb. Rodr. (3 spp.)
        2. Grobya Lindl. (5 spp.)
        3. Galeandra Lindl. (32 spp.)
        4. Clowesia Lindl. (8 spp.)
        5. Catasetum Rich. ex Kunth (182 spp.)
        6. Dressleria Dodson (13 spp.)
        7. Cycnoches Lindl. (31 spp.)
        8. Mormodes Lindl. (89 spp.)

      4. Subtribus Cyrtopodiinae Benth.
        1. Cyrtopodium R. Br. (49 spp.)

      5. Subtribus Oncidiinae Benth.
        1. Psychopsis Raf. (4 spp.)
        2. Psychopsiella Lückel & Braem (1 sp.)
        3. Trichopilia Lindl. (43 spp.)
        4. Cuitlauzina La Llave & Lex. (9 spp.)
        5. Rossioglossum (Schltr.) Garay & G. C. Kenn. (12 spp.)
        6. Cohniella Pfitzer (26 spp.)
        7. Trichocentrum Poepp. & Endl. (65 spp.)
        8. Grandiphyllum Docha Neto (11 spp.)
        9. Saundersia Rchb. fil. (2 spp.)
        10. Lockhartia Hook. (33 spp.)
        11. Ornithocephalus Hook. (54 spp.)
        12. Dunstervillea Garay (1 sp.)
        13. Caluera Dodson & Determann (5 spp.)
        14. Eloyella P. Ortiz (10 spp.)
        15. Zygostates Lindl. (28 spp.)
        16. Phymatidium Lindl. (10 spp.)
        17. Rauhiella Pabst & P. I. S. Braga (3 spp.)
        18. Chytroglossa Rchb. fil. (3 spp.)
        19. Thysanoglossa Porto & Brade (3 spp.)
        20. Platyrhiza Barb. Rodr. (1 sp.)
        21. Hintonella Ames (1 sp.)
        22. Centroglossa Barb. Rodr. (7 spp.)
        23. Trichoceros Kunth (9 spp.)
        24. Telipogon Mutis ex Kunth (247 spp.)
        25. Hofmeisterella Rchb. fil. (3 spp.)
        26. Fernandezia Lindl. (104 spp.)
        27. Vitekorchis Romowicz & Szlach. (7 spp.)
        28. Oncidium Sw. (374 spp.)
        29. Ecuadorella Dodson & G. A. Romero (3 spp.)
        30. Nohawilliamsia M. W. Chase & Whitten (1 sp.)
        31. Otoglossum (Schltr.) Garay & Dunst. (24 spp.)
        32. Cyrtochiloides N. H. Williams & M. W. Chase (3 spp.)
        33. Miltoniopsis God.-Leb. (6 spp.)
        34. Caucaea Schltr. (26 spp.)
        35. Cyrtochilum Kunth (204 spp.)
        36. Miltonia Lindl. (11 spp.)
        37. Cischweinfia Dressler & N. H. Williams (11 spp.)
        38. Oliveriana Rchb. fil. (14 spp.)
        39. Systeloglossum Schltr. (5 spp.)
        40. Aspasia Lindl. (7 spp.)
        41. Brassia R. Br. (67 spp.)
        42. Tolumnia Raf. (26 spp.)
        43. Erycina Lindl. (7 spp.)
        44. Rhynchostele Rchb. fil. (18 spp.)
        45. Notyliopsis P. Ortiz (1 sp.)
        46. Zelenkoa Chase & Williams (1 sp.)
        47. Gomesa R. Br. (139 spp.)
        48. Solenidium Lindl. (3 spp.)
        49. Capanemia Barb. Rodr. (17 spp.)
        50. Plectrophora H. Focke (9 spp.)
        51. Leochilus Knowles & Westc. (14 spp.)
        52. Pterostemma Kraenzl. (6 spp.)
        53. Schunkea Senghas (1 sp.)
        54. Suarezia Dodson (1 sp.)
        55. Sanderella Kuntze (2 spp.)
        56. Rodriguezia Ruiz & Pav. (48 spp.)
        57. Seegeriella Senghas (3 spp.)
        58. Warmingia Rchb. fil. (4 spp.)
        59. Macradenia R. Br. (10 spp.)
        60. Trizeuxis Lindl. (1 sp.)
        61. Macroclinium Barb. Rodr. (48 spp.)
        62. Santanderella P. Ortiz (1 sp.)
        63. Cypholoron Dodson & Dressler (2 spp.)
        64. Notylia Lindl. (52 spp.)
        65. Polyotidium Garay (1 sp.)
        66. Sutrina Lindl. (2 spp.)
        67. Ionopsis Kunth (7 spp.)
        68. Comparettia Poepp. & Endl. (88 spp.)
        69. Quekettia Lindl. (7 spp.)
        70. Archivea Christenson & Jenny (1 sp.)

      6. Subtribus Eriopsidinae Szlach.
        1. Eriopsis Lindl. (5 spp.)

      7. Subtribus Maxillariinae Benth.
        1. Maxillaria Ruiz & Pav. (661 spp.)
        2. Neomoorea Rolfe (1 sp.)
        3. Lycaste Lindl. (50 spp.)
        4. Anguloa Ruiz & Pav. (9 spp.)
        5. Sudamerlycaste Archila (49 spp.)
        6. Xylobium Lindl. (34 spp.)
        7. Scuticaria Lindl. (12 spp.)
        8. Rudolfiella Hoehne (7 spp.)
        9. Bifrenaria Lindl. (23 spp.)
        10. Guanchezia G. A. Romero & Carnevali (1 sp.)
        11. Horvatia Garay (1 sp.)
        12. Teuscheria Garay (10 spp.)

      8. Subtribus Zygopetalinae Schltr.
        1. Zygopetalum Hook. (12 spp.)
        2. Cryptarrhena R. Br. (2 spp.)
        3. Dichaea Lindl. (131 spp.)
        4. Benzingia Dodson (11 spp.)
        5. Chaubardiella Garay (8 spp.)
        6. Stenia Lindl. (23 spp.)
        7. Huntleya Bateman ex Lindl. (15 spp.)
        8. Kefersteinia Rchb. fil. (60 spp.)
        9. xAckersteinia Neudecker (0 sp.)
        10. Stenotyla Dressler (8 spp.)
        11. Cochleanthes Raf. (1 sp.)
        12. Warszewiczella Rchb. fil. (10 spp.)
        13. Pescatoria Rchb. fil. (22 spp.)
        14. Euryblema Dressler (2 spp.)
        15. Chondroscaphe (Dressler) Senghas & Gerlach (14 spp.)
        16. Daiotyla Dressler (5 spp.)
        17. Echinorhyncha Dressler (5 spp.)
        18. Aetheorhyncha Dressler (1 sp.)
        19. Ixyophora Dressler (8 spp.)
        20. Chondrorhyncha Lindl. (7 spp.)
        21. Pridgeonia Pupulin (1 sp.)
        22. Cheiradenia Lindl. (1 sp.)
        23. Warreella Schltr. (2 spp.)
        24. Warreopsis Garay (4 spp.)
        25. Vargasiella C. Schweinf. (3 spp.)
        26. Warrea Lindl. (3 spp.)
        27. Otostylis Schltr. (2 spp.)
        28. Paradisanthus Rchb. fil. (4 spp.)
        29. Hoehneella Ruschi (2 spp.)
        30. Koellensteinia Rchb. fil. (19 spp.)
        31. Galeottia A. Rich. (12 spp.)
        32. Batemannia Lindl. (5 spp.)
        33. Zygosepalum Rchb. fil. (8 spp.)
        34. Chaubardia Rchb. fil. (3 spp.)
        35. Neogardneria Schltr. (1 sp.)
        36. Aganisia Lindl. (4 spp.)
        37. Promenaea Lindl. (19 spp.)
        38. Pabstia Garay (6 spp.)

      9. Subtribus Stanhopeinae Benth.
        1. Braemia Jenny (1 sp.)
        2. Paphinia Lindl. (16 spp.)
        3. Horichia Jenny (1 sp.)
        4. Houlletia Brongn. (10 spp.)
        5. Schlimmia Planch. & Linden (2 spp.)
        6. Trevoria F. Lehm. (6 spp.)
        7. Cirrhaea Lindl. (7 spp.)
        8. Gongora Ruiz & Pav. (75 spp.)
        9. Acineta Lindl. (13 spp.)
        10. Lueddemannia Rchb. fil. (3 spp.)
        11. Lacaena Lindl. (2 spp.)
        12. Vasqueziella Dodson (1 sp.)
        13. Polycycnis Rchb. fil. (18 spp.)
        14. Lueckelia Jenny (1 sp.)
        15. Kegeliella Mansf. (4 spp.)
        16. Soterosanthus Lehm. ex Jenny (1 sp.)
        17. Stanhopea Frost ex Hook. (78 spp.)
        18. Embreea Dodson (1 sp.)
        19. Sievekingia Rchb. fil. (11 spp.)
        20. Coryanthes Hook. (65 spp.)

      10. Subtribus Coeliopsidinae Szlach.
        1. Coeliopsis Rchb. fil. (1 sp.)
        2. Lycomormium Rchb. fil. (5 spp.)
        3. Peristeria Hook. (10 spp.)

      11. Subtribus Dipodiinae
        1. Dipodium R. Br. (40 spp.)

    16. Tribus Epidendreae Lindl.
      1. Subtribus Agrostophyllinae
        1. Agrostophyllum Blume (141 spp.)
        2. Earina Lindl. (8 spp.)

      2. Subtribus Ponerinae Pfitzer
        1. Ponera Lindl. (4 spp.)
        2. Nemaconia Knowles & Westc. (6 spp.)
        3. Helleriella A. D. Hawkes (2 spp.)
        4. Isochilus R. Br. (14 spp.)

      3. Subtribus Calypsoinae
        1. Ephippianthus Rchb. fil. (2 spp.)
        2. Dactylostalix Rchb. fil. (1 sp.)
        3. Calypso Salisb. (1 sp.)
        4. Tipularia Nutt. (7 spp.)
        5. Changnienia Chien (2 spp.)
        6. Govenia Lindl. (30 spp.)
        7. Aplectrum Nutt. (1 sp.)
        8. Cremastra Lindl. (7 spp.)
        9. Oreorchis Lindl. (18 spp.)
        10. Corallorhiza Châtel. (15 spp.)
        11. Yoania Maxim. (4 spp.)
        12. Danxiaorchis J. W. Zhai et al. (2 spp.)
        13. Coelia Lindl. (5 spp.)

      4. Subtribus Chysidinae Schltr.
        1. Chysis Lindl. (15 spp.)

      5. Subtribus Bletiinae Benth.
        1. Bletia Ruiz & Pav. (55 spp.)

      6. Subtribus Laeliinae Benth.
        1. Meiracyllium Rchb. fil. (2 spp.)
        2. Orleanesia Barb. Rodr. (8 spp.)
        3. Jacquiniella Schltr. (12 spp.)
        4. Scaphyglottis Poepp. & Endl. (84 spp.)
        5. Nidema Britton & Millsp. (2 spp.)
        6. Domingoa Schltr. (5 spp.)
        7. Arpophyllum La Llave & Lex. (5 spp.)
        8. Alamania La Llave & Lex. (1 sp.)
        9. Isabelia Barb. Rodr. (3 spp.)
        10. xIsanitella Leinig (0 sp.)
        11. Loefgrenianthus Hoehne (1 sp.)
        12. Homalopetalum Rolfe (8 spp.)
        13. Pygmaeorchis Brade (2 spp.)
        14. Epidendrum L. (1822 spp.)
        15. Microepidendrum Brieger (5 spp.)
        16. Dimerandra Schltr. (5 spp.)
        17. Barkeria Knowles & Westc. (19 spp.)
        18. Acrorchis Dressler (1 sp.)
        19. Tetramicra Lindl. (10 spp.)
        20. Artorima Dressler & G. E. Pollard (2 spp.)
        21. Hagsatera R. González (2 spp.)
        22. Pseudolaelia Porto & Brade (23 spp.)
        23. Leptotes Lindl. (9 spp.)
        24. Dinema Lindl. (2 spp.)
        25. Oestlundia W. E. Higgins (5 spp.)
        26. Amoana Leopardi & Carnevali (2 spp.)
        27. Encyclia Hook. (194 spp.)
        28. Prosthechea Knowles & Westc. (133 spp.)
        29. Psychilis Raf. (15 spp.)
        30. Caularthron Raf. (2 spp.)
        31. Cattleya Lindl. (140 spp.)
        32. Guarianthe Dressler & W. E. Higgins (4 spp.)
        33. Broughtonia R. Br. (6 spp.)
        34. Quisqueya Dod (4 spp.)
        35. Schomburgkia Lindl. (21 spp.)
        36. xSchombolaelia (0 sp.)
        37. Laelia Lindl. (7 spp.)
        38. Adamantinia van den Berg & C. N. Gonç. (1 sp.)
        39. Myrmecophila Rolfe (9 spp.)
        40. Rhyncholaelia Schltr. (2 spp.)
        41. Brassavola R. Br. (15 spp.)
        42. Constantia Barb. Rodr. (6 spp.)

      7. Subtribus Pleurothallidinae Lindl. ex G. Don
        1. Neocogniauxia Schltr. (2 spp.)
        2. Dilomilis Raf. (5 spp.)
        3. Tomzanonia Nir (1 sp.)
        4. Brachionidium Lindl. (83 spp.)
        5. Atopoglossum Luer (3 spp.)
        6. Sansonia Chiron (2 spp.)
        7. Octomeria R. Br. (142 spp.)
        8. Dresslerella Luer (14 spp.)
        9. Myoxanthus Poepp. & Endl. (51 spp.)
        10. Echinosepala Pridgeon & M. W. Chase (17 spp.)
        11. Pupulinia Karremans & Bogarín (1 sp.)
        12. Restrepiella Garay & Dunst. (5 spp.)
        13. Barbosella Schltr. (19 spp.)
        14. Restrepia Kunth (63 spp.)
        15. Pleurothallopsis Porto & Brade (20 spp.)
        16. Chamelophyton Garay (1 sp.)
        17. Acianthera Scheidw. (303 spp.)
        18. Lankesteriana Karremans (24 spp.)
        19. Zootrophion Luer (31 spp.)
        20. Trichosalpinx Luer (31 spp.)
        21. Tubella (Luer) Archila (73 spp.)
        22. Pseudolepanthes (Luer) Archila (11 spp.)
        23. Pendusalpinx Karremans & Mel. Fernández (7 spp.)
        24. Opilionanthe Karremans & Bogarín (2 spp.)
        25. Gravendeelia Bogarín & Karremans (1 sp.)
        26. Stellamaris Mel. Fernández & Bogarín (1 sp.)
        27. Anathallis Barb. Rodr. (121 spp.)
        28. Lepanthopsis (Cogn.) Ames (49 spp.)
        29. Lepanthes Sw. (1131 spp.)
        30. Draconanthes (Luer) Luer (6 spp.)
        31. Frondaria Luer (2 spp.)
        32. Trisetella Luer (28 spp.)
        33. Dracula Luer (145 spp.)
        34. Porroglossum Schltr. (56 spp.)
        35. Masdevallia Ruiz & Pav. (640 spp.)
        36. Diodonopsis Pridgeon & M. W. Chase (4 spp.)
        37. Phloeophila Hoehne & Schltr. (5 spp.)
        38. Luerella Braas (1 sp.)
        39. Ophidion Luer (15 spp.)
        40. Andreettaea Luer (1 sp.)
        41. Andinia (Luer) Luer (81 spp.)
        42. Dryadella Luer (61 spp.)
        43. Specklinia Lindl. (111 spp.)
        44. Muscarella Luer (56 spp.)
        45. Scaphosepalum Pfitzer (54 spp.)
        46. Platystele Schltr. (120 spp.)
        47. Teagueia (Luer) Luer (18 spp.)
        48. Stelis Sw. (1335 spp.)
        49. Pleurothallis R. Br. (535 spp.)
        50. Pabstiella Brieger & Senghas (147 spp.)
        51. Madisonia Luer (7 spp.)
2. Familia Boryaceae M. W. Chase (13 spp.)
  1. Alania Endl. (1 sp.)
  2. Borya Labill. (12 spp.)
3. Family Blandfordiaceae R. Dahlgren & Clifford (4 spp.)
  1. Blandfordia Sm. (4 spp.)
4. Familia Asteliaceae Dumort. (37 spp.)
  1. Neoastelia J. B. Williams (1 sp.)
  2. Milligania Hook. fil. (5 spp.)
  3. Astelia Banks & Sol. ex R. Br. (31 spp.)
5. Familia Lanariaceae H. Huber ex R. Dahlgren (1 sp.)
  1. Lanaria Aiton (1 sp.)
6. Familia Hypoxidaceae R. Br. (171 spp.)
  1. Empodium Salisb. (7 spp.)
  2. Spiloxene Salisb. (3 spp.)
  3. Pauridia Harv. (35 spp.)
  4. Rhodohypoxis Nel (6 spp.)
  5. Hypoxis L. (88 spp.)
  6. Sinocurculigo Z. J. Liu, L. J. Chen & K. Wei Liu (1 sp.)
  7. Molineria Colla (10 spp.)
  8. Curculigo Gaertn. (18 spp.)
  9. Hypoxidia Friedmann (2 spp.)
  10. Neofriedmannia Kocyan & Wiland (1 sp.)
7. Familia Tecophilaeaceae Leyb. (26 spp.)
  1. Subfamilia Tecophilaeoideae Reveal
    1. Conanthera Ruiz & Pav. (5 spp.)
    2. Tecophilaea Bertero ex Colla (2 spp.)
    3. Zephyra D. Don (2 spp.)
    4. Odontostomum Torr. (1 sp.)

  2. Subfamilia Wallerioideae R. Dahlgren
    1. Kabuyea Brummitt (1 sp.)
    2. Cyanastrum Oliv. (3 spp.)
    3. Walleria J. Kirk (3 spp.)
    4. Eremiolirion J. C. Manning & F. Forest (1 sp.)
    5. Cyanella Royen ex L. (8 spp.)
8. Familia Doryanthaceae R. Dahlgren & Clifford (2 spp.)
  1. Doryanthes Corrêa (2 spp.)
9. Familia Ixioliriaceae (Pax) Nakai (4 spp.)
  1. Ixiolirion Fisch. ex Herb. (4 spp.)
10. Familia Iridaceae Juss. (2579 spp.)
  1. Subfamilia Isophysidoideae Takht. ex Thorne & Reveal
    1. Isophysis T. Moore (1 sp.)

  2. Subfamilia Patersonioideae Goldblatt
    1. Patersonia R. Br. (23 spp.)

  3. Subfamilia Geosiridoideae Goldblatt & J. C. Manning
    1. Geosiris Baill. (3 spp.)

  4. Subfamilia Aristeoideae Vines
    1. Aristea Sol. ex Aiton (61 spp.)

  5. Subfamilia Nivenioideae Schulze ex Goldblatt
    1. Nivenia Vent. (11 spp.), nivenija
    2. Witsenia Thunb. (1 sp.)
    3. Klattia Baker (3 spp.)

  6. Subfamilia Crocoideae Burnett
    1. Tribus Tritoniopsideae Goldblatt & J. C. Manning
      1. Tritoniopsis L. Bolus (23 spp.)

    2. Tribus Watsonieae Klatt
      1. Watsonia Mill. (53 spp.)
      2. Pillansia L. Bolus (1 sp.)
      3. Thereianthus G. J. Lewis (11 spp.)
      4. Micranthus (Pers.) Eckl. (7 spp.)
      5. Codonorhiza Goldblatt & J. C. Manning (7 spp.)
      6. Savannosiphon Goldblatt & Marais (1 sp.)
      7. Cyanixia Goldblatt & J. C. Manning (1 sp.)
      8. Schizorhiza Goldblatt & J. C. Manning (1 sp.)
      9. Lapeirousia Pourr. (27 spp.)
      10. Afrosolen Goldblatt & J. C. Manning (15 spp.)

    3. Tribus Ixieae Dumort.
      1. Subtribus Gladiolinae Goldblatt
        1. Gladiolus L. (285 spp.)

      2. Subtribus Melasphaerulinae Goldblatt & J. C. Manning
        1. Melasphaerula Ker Gawl. (1 sp.)

      3. Subtribus Freesiinae Goldblatt
        1. Zygotritonia Mildbr. (7 spp.)
        2. Xenoscapa (Goldblatt) Goldblatt & Manning (3 spp.)
        3. Freesia Eckl. ex Klatt (16 spp.)
        4. Crocosmia Planch. (8 spp.)
        5. Devia Goldblatt & J. C. Manning (1 sp.)

      4. Subtribus Hesperanthinae Goldblatt
        1. Geissorhiza Ker Gawl. (102 spp.)
        2. Hesperantha Ker Gawl. (92 spp.)

      5. Subtribus Tritoniinae Goldblatt
        1. Babiana Ker Gawl. (93 spp.)
        2. Chasmanthe N. E. Br. (3 spp.)
        3. Sparaxis Ker Gawl. (16 spp.)
        4. Duthieastrum M. P. de Vos (1 sp.)
        5. Dierama K. Koch (43 spp.)
        6. Tritonia Ker Gawl. (30 spp.)
        7. Ixia L. (100 spp.)

      6. Subtribus Radinosiphoninae Goldblatt & J. C. Manning ( sp.)
        1. Radinosiphon N. E. Br. (2 spp.)

      7. Subtribus Crocinae Benth. Hook.
        1. Crocus L. (243 spp.)
        2. Romulea Maratti (112 spp.)
        3. Afrocrocus J. C. Manning & Goldblatt (1 sp.)
        4. Syringodea Hook. fil. (7 spp.)

  7. Subfamilia incertae sedis
    1. Diplarrena Labill. (2 spp.), diplarena

  8. Subfamilia Iridoideae Eaton
    1. Tribus Irideae Kitt.
      1. Subtribus Iridineae
        1. Dietes Salisb. (6 spp.), dietes
        2. Iris L. (316 spp.), perunika.

      2. Subtribus Ferrariineae
        1. Ferraria Burm. ex Mill. (18 spp.), ferarija
        2. Moraea Mill. (231 spp.), moreja

    2. Tribus Sisyrinchieae Klatt
      1. Orthrosanthus Sweet (9 spp.), ortrozantus
      2. Libertia Spreng. (17 spp.), libercija
      3. Solenomelus Miers (2 spp.), solenomelus
      4. Olsynium Raf. (19 spp.)
      5. Tapeinia Comm. ex Juss. (1 sp.)
      6. Sisyrinchium L. (205 spp.), sisirinhijum, rogoz ljiljan

    3. Tribus Trimezieae Ravenna
      1. Pseudiris Chukr & A. Gil (1 sp.)
      2. Pseudotrimezia R. C. Foster (28 spp.)
      3. Neomarica Sprague (37 spp.), nejomarika
      4. Deluciris A. Gil & Lovo (2 spp.)
      5. Trimezia Salisb. ex Herb. (32 spp.)

    4. Tribus Tigridieae Kitt.
      1. Larentia Klatt (3 spp.)
      2. Cipura Aubl. (8 spp.)
      3. Lethia Ravenna (1 sp.)
      4. Salpingostylis Small (1 sp.)
      5. Nemastylis Nutt. (8 spp.)
      6. Herbertia Sweet (8 spp.), herbercija
      7. Calydorea Herb. (21 spp.)
      8. Cypella Herb. (37 spp.), cipela
      9. Sphenostigma Baker (6 spp.)
      10. Alophia Herb. (7 spp.)
      11. Phalocallis Herb. (6 spp.)
      12. Eleutherine Herb. (3 spp.)
      13. Hesperoxiphion Baker (5 spp.)
      14. Gelasine Herb. (8 spp.)
      15. Mastigostyla I. M. Johnst. (29 spp.)
      16. Ennealophus N. E. Br. (6 spp.)
      17. Cobana Ravenna (1 sp.)
      18. Sessilanthera Molseed & Cruden (3 spp.)
      19. Tigridia Juss. (58 spp.), tigrov cvijet
11. Familia Xeronemataceae M. W. Chase (2 spp.)
  1. Xeronema Brongn. & Gris (2 spp.)
12. Familia Asphodelaceae Juss. (1239 spp.)
  1. Subfamilia Asphodeloideae Burnett
    1. Tribus Asphodeleae Lam. & DC.
      1. Asphodeline Rchb. (18 spp.)
      2. Asphodelus L. (18 spp.)
      3. Bulbinella Kunth (25 spp.)
      4. Kniphofia Moench (72 spp.)
      5. Trachyandra Kunth (61 spp.)
      6. Eremurus M. Bieb. (58 spp.)
      7. Bulbine Wolf (88 spp.)

    2. Tribus Aloeae A. Rich.
      1. Aloidendron (Berger) Klopper & Gideon F. Sm. (7 spp.)
      2. Kumara Medik. (2 spp.)
      3. Haworthia Duval (117 spp.)
      4. Aloiampelos Klopper & Gideon F. Sm. (7 spp.)
      5. Aloe L. (563 spp.)
      6. Haworthiopsis G. D. Rowley (18 spp.)
      7. Gasteria Duval (27 spp.)
      8. Astroloba Uitewaal (10 spp.)
      9. xAstroworthia G. D. Rowley (0 sp.)
      10. Aristaloe Boatwr. & J. C. Manning (1 sp.)
      11. Gonialoe (Baker) Boatwr. & J. C. Manning (3 spp.)
      12. Tulista Raf. (6 spp.)

  2. Subfamilia Xanthorrhoeoideae Reveal
    1. Xanthorrhoea Sm. (28 spp.)

  3. Subfamilia Hemerocallidoideae Lindl.
    1. Tribus Hemerocallideae Duby
      1. Simethis Kunth (1 sp.)
      2. Hemerocallis L. (15 spp.)

    2. Tribus Johnsonieae Benth.
      1. Hodgsoniola F. Muell. (1 sp.)
      2. Tricoryne R. Br. (9 spp.)
      3. Corynotheca F. Muell. (6 spp.)
      4. Caesia R. Br. (14 spp.)
      5. Arnocrinum Endl. & Lehm. ex Lehm. (3 spp.)
      6. Hensmania W. Fitzg. (3 spp.)
      7. Stawellia F. Muell. (2 spp.)
      8. Johnsonia R. Br. (5 spp.)

    3. Tribus Phormieae Nakai
      1. Pasithea D. Don (1 sp.)
      2. Phormium J. R. Forst. & G. Forst. (2 spp.)

    4. Tribus Dianelleae Baker
      1. Geitonoplesium A. Cunn. (1 sp.)
      2. Agrostocrinum F. Muell. (2 spp.)
      3. Herpolirion Hook. fil. (1 sp.)
      4. Stypandra R. Br. (2 spp.)
      5. Thelionema R. J. F. Hend. (3 spp.)
      6. Eccremis Willd. ex Schult. fil. (1 sp.)
      7. Dianella Juss. (38 spp.)
13. Familia Amaryllidaceae J. St.-Hil. (2359 spp.)
  1. Subfamilia Agapanthoideae Endl.
    1. Agapanthus L’Hér. (11 spp.)

  2. Subfamilia Allioideae Herb.
    1. Allium L. (1049 spp.)
    2. Milula Prain (1 sp.)

  3. Subfamilia Tulbaghioideae M. F. Fay & M. W. Chase
    1. Tulbaghia L. (29 spp.)

  4. Subfamilia Gilliesioideae Arn.
    1. Solaria Phil. (5 spp.)
    2. Gilliesia Lindl. (5 spp.)
    3. Miersia Lindl. (5 spp.)
    4. Nothoscordum Kunth (93 spp.)
    5. Schickendantziella Speg. (1 sp.)
    6. Speea Loes. (1 sp.)
    7. Tristagma Poepp. (31 spp.)
    8. Trichlora Baker (4 spp.)
    9. Leucocoryne Lindl. (47 spp.)
    10. Atacamallium Nic. García (1 sp.)

  5. Subfamilia Amaryllidoideae
    1. Tribus Amaryllideae Dumort.
      1. Amaryllis L. (2 spp.)
      2. Boophone Herb. (2 spp.)
      3. Ammocharis Herb. (7 spp.)
      4. Crinum L. (112 spp.)
      5. Crossyne Salisb. (2 spp.)
      6. Strumaria Jacq. (28 spp.)
      7. Nerine Herb. (26 spp.)
      8. Hessea Herb. (15 spp.)
      9. Brunsvigia Heist. (19 spp.)

    2. Tribus Cyrtantheae Traub
      1. Cyrtanthus Aiton (58 spp.)

    3. Tribus Calostemmateae D. Müll.-Doblies & U. Müll.-Doblies
      1. Calostemma R. Br. (3 spp.)
      2. Proiphys Herb. (5 spp.)

    4. Tribus Haemantheae Hutch.
      1. Cryptostephanus Welw. ex Baker (3 spp.)
      2. Clivia Lindl. (6 spp.)
      3. Scadoxus Raf. (9 spp.)
      4. Haemanthus L. (22 spp.)
      5. Apodolirion Baker (6 spp.)
      6. Gethyllis L. (31 spp.)

    5. Tribus Lycorideae Nakai
      1. Ungernia Bunge (10 spp.)
      2. Lycoris Herb. (20 spp.)
      3. Shoubiaonia W. H. Qin, W. Q. Meng & Kun Liu (1 sp.)

    6. Tribus Galantheae Parl.
      1. Hannonia Braun-Blanq. & Maire (1 sp.)
      2. Lapiedra Lag. (1 sp.)
      3. Vagaria Herb. (2 spp.)
      4. Acis Salisb. (9 spp.)
      5. Leucojum L. (2 spp.)
      6. Galanthus L. (24 spp.)

    7. Tribus Pancratieae Dumort.
      1. Pancratium L. (24 spp.)

    8. Tribus Narcisseae Lam. & DC.
      1. Sternbergia Waldst. & Kit. (7 spp.)
      2. Narcissus L. (68 spp.)

    9. Tribus Hippeastreae Herb. ex Sweet
      1. Worsleya (Traub) Traub (1 sp.)
      2. Cearanthes Ravenna (1 sp.)
      3. Griffinia Ker Gawl. (23 spp.)
      4. Hyline Herb. (4 spp.)
      5. Traubia Moldenke (1 sp.)
      6. Phycella Lindl. (15 spp.)
      7. Sprekelia Heist. (2 spp.)
      8. Rhodophiala C. Presl (9 spp.)
      9. Zephyranthes Herb. (195 spp.)
      10. Paposoa Nic. García (1 sp.)
      11. Eremolirion Nic. García (1 sp.)
      12. Hippeastrum Herb. (100 spp.)

    10. Tribus Eustephieae Hutch.
      1. Eustephia Cav. (6 spp.)
      2. Chlidanthus Herb. (5 spp.)
      3. Hieronymiella Pax (10 spp.)

    11. Tribus Hymenocallideae Small
      1. Pamianthe Stapf (3 spp.)
      2. Paramongaia Velarde (5 spp.)
      3. Clinanthus Herb. (25 spp.)
      4. Hymenocallis Salisb. (62 spp.)
      5. Leptochiton Sealy (2 spp.)
      6. Ismene Salisb. (11 spp.)
      7. Rauhia Traub (5 spp.)
      8. Phaedranassa Herb. (10 spp.)

    12. Tribus Eucharideae Hutch.
      1. Plagiolirion Baker (1 sp.)
      2. Caliphruria Herb. (4 spp.)
      3. xCalicharis Meerow (0 sp.)
      4. Eucharis Planch. & Linden (17 spp.)
      5. Mathieua Klotzsch (1 sp.)
      6. Stenomesson Herb. (17 spp.)
      7. Urceolina Rchb. (7 spp.)
      8. Eucrosia Ker Gawl. (7 spp.)
14. Familia Asparagaceae Juss. (3501 spp.)
  1. Subfamilia Lomandroideae Thorne & Reveal
    1. Sowerbaea Sm. (5 spp.)
    2. Laxmannia R. Br. (14 spp.)
    3. Xerolirion A. S. George (1 sp.)
    4. Romnalda P. F. Stevens (3 spp.)
    5. Chamaexeros Benth. (4 spp.)
    6. Acanthocarpus Lehm. (7 spp.)
    7. Lomandra Labill. (58 spp.)
    8. Chamaescilla F. Muell. (4 spp.)
    9. Cordyline Comm. ex Juss. (24 spp.)
    10. Trichopetalum Lindl. (2 spp.)
    11. Thysanotus R. Br. (55 spp.)
    12. Eustrephus R. Br. ex Ker Gawl. (1 sp.)
    13. Dichopogon Kunth (5 spp.)
    14. Arthropodium R. Br. (10 spp.)

  2. Subfamilia Asparagoideae
    1. Hemiphylacus S. Watson (5 spp.)
    2. Asparagus L. (219 spp.)

  3. Subfamilia Nolinoideae Nakai
    1. Tribus Eriospermeae
      1. Eriospermum Jacq. (117 spp.)

    2. Tribus Polygonateae Benth. & Hook. fil.
      1. Disporopsis Hance (12 spp.)
      2. Maianthemum F. H. Wigg. (40 spp.)
      3. Heteropolygonatum M. N. Tamura & Ogisu (13 spp.)
      4. Polygonatum Mill. (79 spp.)
      5. Theropogon Maxim. (1 sp.)
      6. Comospermum Rauschert (1 sp.)

    3. Tribus Dracaeneae
      1. Dracaena Vand. (206 spp.)
      2. Chrysodracon P. L. Lu & Morden (6 spp.)

    4. Tribus Rusceae Dum.
      1. Danae Medik. (1 sp.)
      2. Semele Kunth (2 spp.)
      3. Ruscus L. (6 spp.)

    5. Tribus Ophiopogoneae
      1. Peliosanthes Andrews (61 spp.)
      2. Liriope Lour. (8 spp.)
      3. Ophiopogon Ker Gawl. (81 spp.)

    6. Tribus Nolineae
      1. Dasylirion Zucc. (23 spp.)
      2. Beaucarnea Lem. (13 spp.)
      3. Nolina Michx. (36 spp.)

    7. Tribus Convallarieae Dumort.
      1. Speirantha Baker (1 sp.)
      2. Convallaria L. (1 sp.)
      3. Reineckea Kunth (2 spp.)
      4. Rohdea Roth (29 spp.)
      5. Tupistra Ker Gawl. (40 spp.)
      6. Aspidistra Ker Gawl. (214 spp.)

  4. Subfamilia Aphyllanthoideae Lindl.
    1. Aphyllanthes Tourn. ex L. (1 sp.)

  5. Subfamilia Agavoideae Herbert
    1. Tribus Anemarrheneae Reveal
      1. Anemarrhena Bunge (1 sp.)

    2. Tribus Behnieae Reveal
      1. Behnia Didr. (1 sp.)

    3. Tribus Herrerieae Baill.
      1. Herreria Ruiz & Pav. (10 spp.)
      2. Herreriopsis H. Perrier (1 sp.)
      3. Clara Kunth (3 spp.)

    4. Tribus Anthericeae
      1. Anthericum L. (7 spp.)
      2. Diamena Ravenna (1 sp.)
      3. Diora Ravenna (1 sp.)
      4. Paradisea Mazzuc. (2 spp.)
      5. Trihesperus Herb. (2 spp.)
      6. Diuranthera Hemsl. (4 spp.)
      7. Hagenbachia Nees & Mart. (6 spp.)
      8. Chlorophytum Ker Gawl. (202 spp.)
      9. Leucocrinum Nutt. ex A. Gray (1 sp.)
      10. Echeandia Ortega (95 spp.)

    5. Tribus Hesperocalleae ined.
      1. Hesperocallis A. Gray (1 sp.)

    6. Tribus Chlorogaleae ined.
      1. Hosta Tratt. (47 spp.)
      2. Eremocrinum M. E. Jones (1 sp.)
      3. Chlorogalum (Lindl.) Kunth (3 spp.)
      4. Hooveria D. W. Taylor & D. J. Keil (2 spp.)
      5. Schoenolirion Torr. ex Durand (3 spp.)
      6. Hastingsia S. Watson (3 spp.)
      7. Camassia Lindl. (6 spp.)

    7. Tribus Agaveae Dumort.
      1. Hesperoyucca (Engelm.) Trel. (2 spp.)
      2. Hesperaloe Engelm. (7 spp.)
      3. Yucca L. (52 spp.)
      4. Beschorneria Kunth (7 spp.)
      5. Furcraea Vent. (24 spp.)
      6. Agave L. (281 spp.)

  6. Subfamilia Brodiaeoideae Traub
    1. Androstephium Torr. (2 spp.)
    2. Muilla S. Watson (5 spp.)
    3. Bloomeria Kellogg (2 spp.)
    4. Triteleia Douglas ex Lindl. (16 spp.)
    5. Triteleiopsis Hoover (1 sp.)
    6. Dichelostemma Kunth (5 spp.)
    7. Brodiaea Sm. (18 spp.)
    8. Jaimehintonia B. L. Turner (1 sp.)
    9. Petronymphe H. E. Moore (2 spp.)
    10. Bessera Schult. fil. (5 spp.)
    11. Xochiquetzallia J. Gut. (4 spp.)
    12. Dandya H. E. Moore (1 sp.)
    13. Milla Cav. (10 spp.)

  7. Subfamilia Scilloideae Burnett
    1. Tribus Oziroëeae M. W. Chase, Reveal & M. F. Fay
      1. Oziroe Raf. (5 spp.)

    2. Tribus Dipcadieae Speta ex J. C. Manning & Goldblatt
      1. Pseudogaltonia Kuntze (2 spp.)
      2. Dipcadi Medicus (44 spp.)
      3. Battandiera Maire (10 spp.)
      4. Trimelopter Raf. (12 spp.)
      5. Albuca L. (116 spp.)
      6. Iosanthus Mart.-Azorín, M. B. Crespo, M. Pinter, Slade & Wetschnig (1 sp.)
      7. Coilonox Raf. (24 spp.)
      8. Stellarioides Medicus (9 spp.)
      9. Galtonia Decne. (5 spp.)
      10. Ethesia Raf. (5 spp.)
      11. Eliokarmos Raf. (36 spp.)
      12. Avonsera Speta (1 sp.)
      13. Neopatersonia Schönl. (4 spp.)
      14. EIsiea F. M. Leight. (1 sp.)
      15. Nicipe Raf. (44 spp.)
      16. Cathissa Salisb. (3 spp.)
      17. Melomphis Raf. (3 spp.)
      18. Loncomelos Raf. (27 spp.)
      19. Ornithogalum L. (104 spp.)

    3. Tribus Urgineeae Rouy
      1. Bowiea Haw. ex Hook. fil. (1 sp.)
      2. Schizobasis Baker (5 spp.)
      3. Mucinaea M. Pinter, Mart.-Azorín, U. Müll.-Doblies, D. Müll.-Doblies, Pfosser & Wetschnig (1 sp.)
      4. Rhodocodon Baker (19 spp.)
      5. Austronea Mart.-Azorín, M. B. Crespo, M. Pinter & Wetschnig (19 spp.)
      6. Tenicroa Raf. (12 spp.)
      7. Drimia Jacq. (105 spp.)
      8. Zingela N. R. Crouch, Mart.-Azorín, M. B. Crespo, M. Pinter & M. Á. Alonso (1 sp.)
      9. Sagittanthera Mart.-Azorín, M. B. Crespo, A. P. Dold & van Jaarsv. (1 sp.)
      10. Aulostemon Mart.-Azorín, M. B. Crespo, M. Pinter & Wetschnig (1 sp.)
      11. Fusifilum Raf. (15 spp.)

    4. Tribus Massonieae Baker
      1. Schizocarphus Van der Merwe (1 sp.)
      2. Ledebouria Roth (102 spp.)
      3. Eucomis L’Hér. (12 spp.)
      4. Spetaea Wetschnig & Pfosser (1 sp.)
      5. Daubenya Lindl. (8 spp.)
      6. Veltheimia Gled. (2 spp.)
      7. Lachenalia Jacq. (138 spp.)
      8. Namophila U. Müll.-Doblies & D. Müll.-Doblies (1 sp.)
      9. Massonia Thunb. ex L. fil. (26 spp.)

    5. Tribus Pseudoprospereae Manning & Goldblatt
      1. Pseudoprospero Speta (1 sp.)

    6. Tribus Hyacintheae Dumort.
      1. Barnardia Lindl. (1 sp.)
      2. Zagrosia Speta (1 sp.)
      3. Alrawia (Wendelbo) K. Perss. & Wendelbo (2 spp.)
      4. Puschkinia Adams (8 spp.)
      5. Brimeura Salisb. (3 spp.)
      6. Hyacinthus L. (1 sp.)
      7. Pseudomuscari Garbari & Greuter (8 spp.)
      8. Fessia Speta (13 spp.)
      9. Hyacinthoides Heist. ex Fabr. (12 spp.)
      10. Leopoldia Herb. (32 spp.)
      11. Prospero Salisb. (15 spp.)
      12. Hyacinthella Schur (19 spp.)
      13. Muscari Tourn. ex Mill. (56 spp.)
      14. Bellevalia Lapeyr. (77 spp.)
      15. Scilla L. (66 spp.)